# Sachsenbrücke (Pirna)
Die Sachsenbrücke ist eine Brücke über die Elbe bei Pirna und mit einer Gesamtlänge von 1071,5 m die längste Straßenbrücke im Freistaat Sachsen.
Das Bauwerk liegt westlich von Pirna beim Elbekilometer 35,62. Es überführt die Staatsstraße S 177 über die Elbe sowie linkselbisch über die Bundesstraße 172, ein Gewerbegebiet und die Gleisanlagen der Elbtalbahn, außerdem rechtselbisch über die Kreisstraße 8774. Die Brücke dient zur Westumfahrung der Stadt und mit der Bundesstraße 172a als Zubringer zur Bundesautobahn 17, weshalb sie mit zwei Fahrstreifen je Richtungsfahrbahn ausgestattet ist.
Im Brückenbereich ist die Straße gerade trassiert. Die Brücke wurde von 1997 bis 1999 vom Baukonzern DYWIDAG errichtet.

## Konstruktion

### Überbau

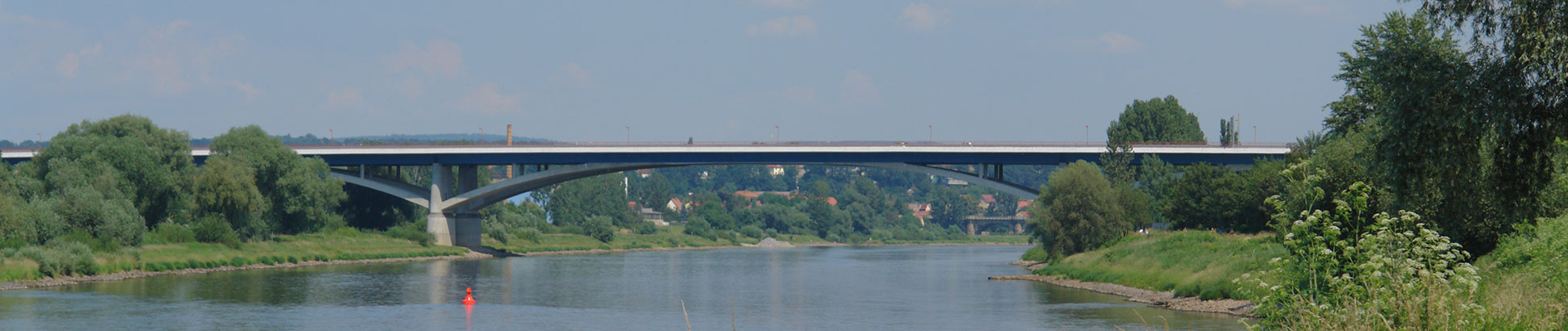
Ansicht der Sachsenbrücke aus Richtung Norden

Der Brückenzug hat zwei getrennte Überbauten und besteht aus den beiden Vorlandbrücken und der Hauptbrücke. Die Stützweiten betragen für die fugenlose 17-feldrige Brücke 42,5 m + 2 × 52,0 m + 53,0 m + 54,0 m + 56,0 m + 54,22 m + 46,28 m + 55,5 m + 65,0 m + 90,0 m + 134,0 m + 90,0 m + 65,0 m + 2 × 58,0 m + 46,0 m, was eine Gesamtstützweite von 1071,5 m ergibt.
Die linkselbische 479,5 m lange Vorlandbrücke besteht aus zwei einzelligen Hohlkastenquerschnitten aus Spannbeton mit einer konstanten Konstruktionshöhe von 2,6 m. Die 176,0 m lange rechtselbische Vorlandbrücke ist analog ausgeführt.
Zwischen beiden Vorlandbrücken liegt die 416 m lange Hauptbrücke, die mit diesen monolithisch verbunden ist. Der zwischen 2,6 m und 3,1 m hohe Fahrbahnträger ist ein Stahlverbund-Hohlkasten, mit einem 6,5 m breiten Untergurt als offener U-Querschnitt aus Stahl ausgebildet.

### Unterbau und Gründung

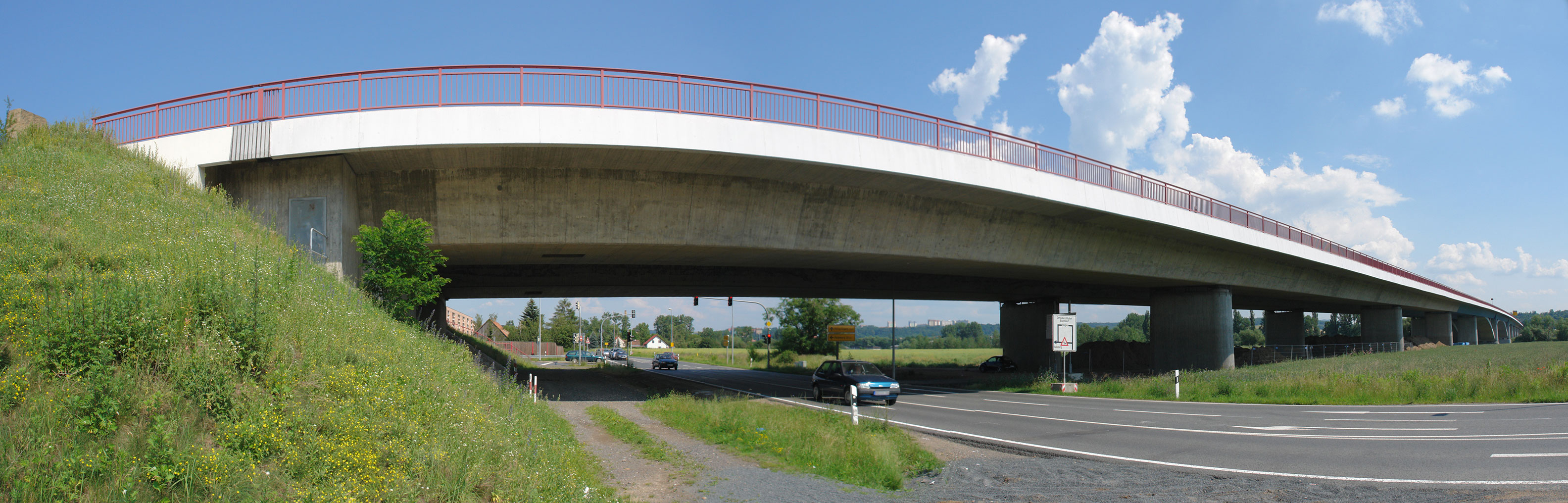
Nördliches Brückenlager-Panorama

An den beiden Strompfeilern liegen unter dem Überbau beidseitig 50 m lange Stahlbetonhalbbögen, welche den Überbau unterstützen. Die Halbbögen treffen sich nicht im Scheitelpunkt. Sie bilden zusammen mit dem Überbau als Tragwerk eine sogenannte in sich (im Überbau) verankerte Bogenbrücke. Die Bögen haben einen Querschnitt von 6,0 m × 1,4 m. Die gesamte Konstruktionshöhe über den Flusspfeiler beträgt 13 m.
Die bis zu 13 m hohen Vorlandpfeilerscheiben haben einen Vollquerschnitt mit halbkreisförmigen Stirnflächen. Bei einem Anzug von 1:42 weisen sie am Pfeilerkopf Abmessungen von 1,8 m × 6,5 m auf. Bei den beiden Strompfeilern betragen die Abmessungen am Pfeilerkopf 3,5 m × 10,4 m.

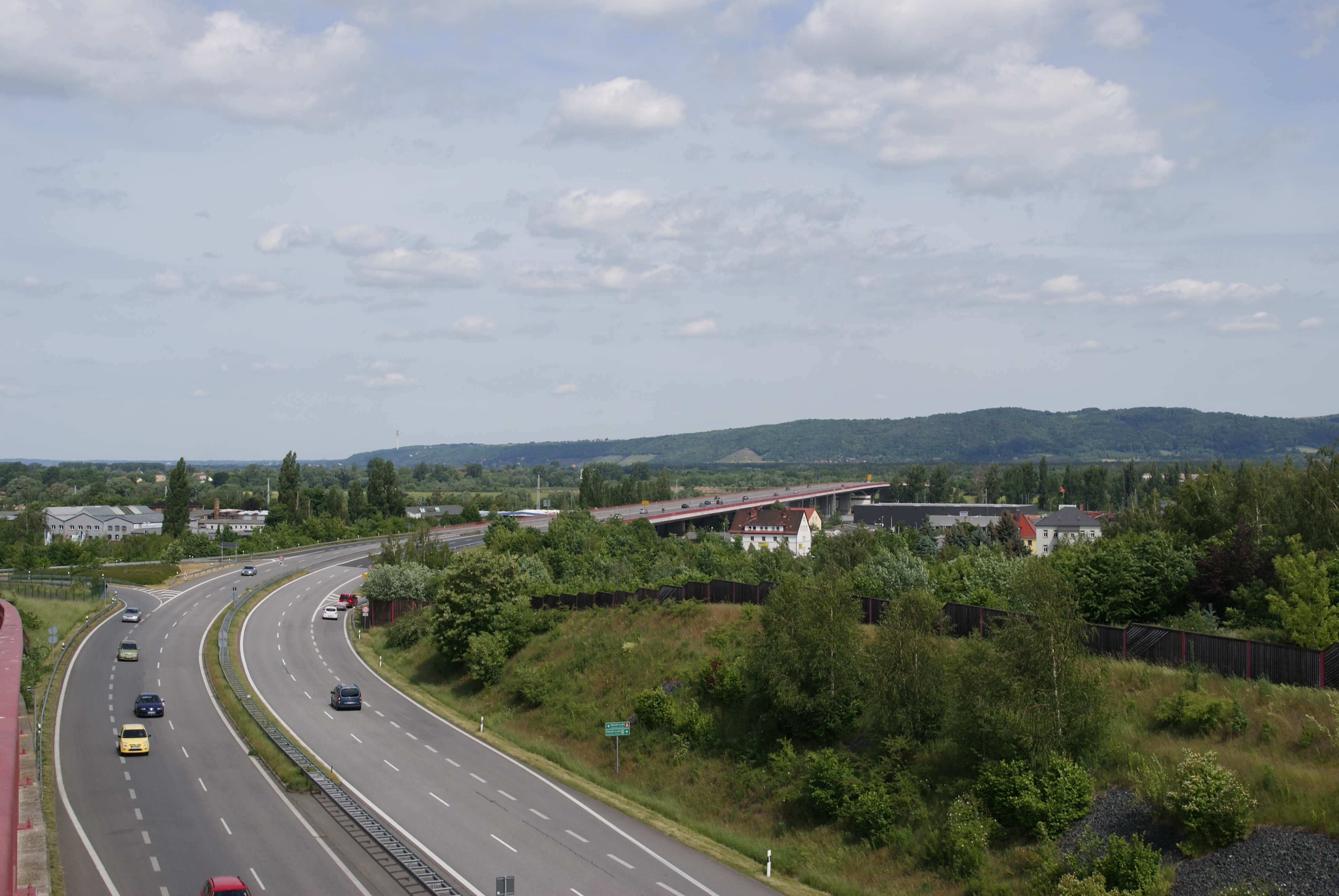
Südlicher Blick auf die Brücke

Das Widerlager Pirna sowie die folgenden Pfeiler 6 bis 13 wurden auf Großbohrpfählen mit 150 cm Durchmesser und Längen zwischen 5 m und 20 m gegründet. Die restlichen Unterbauten haben eine Flachgründung auf Kiestragschichten.

## Bauausführung

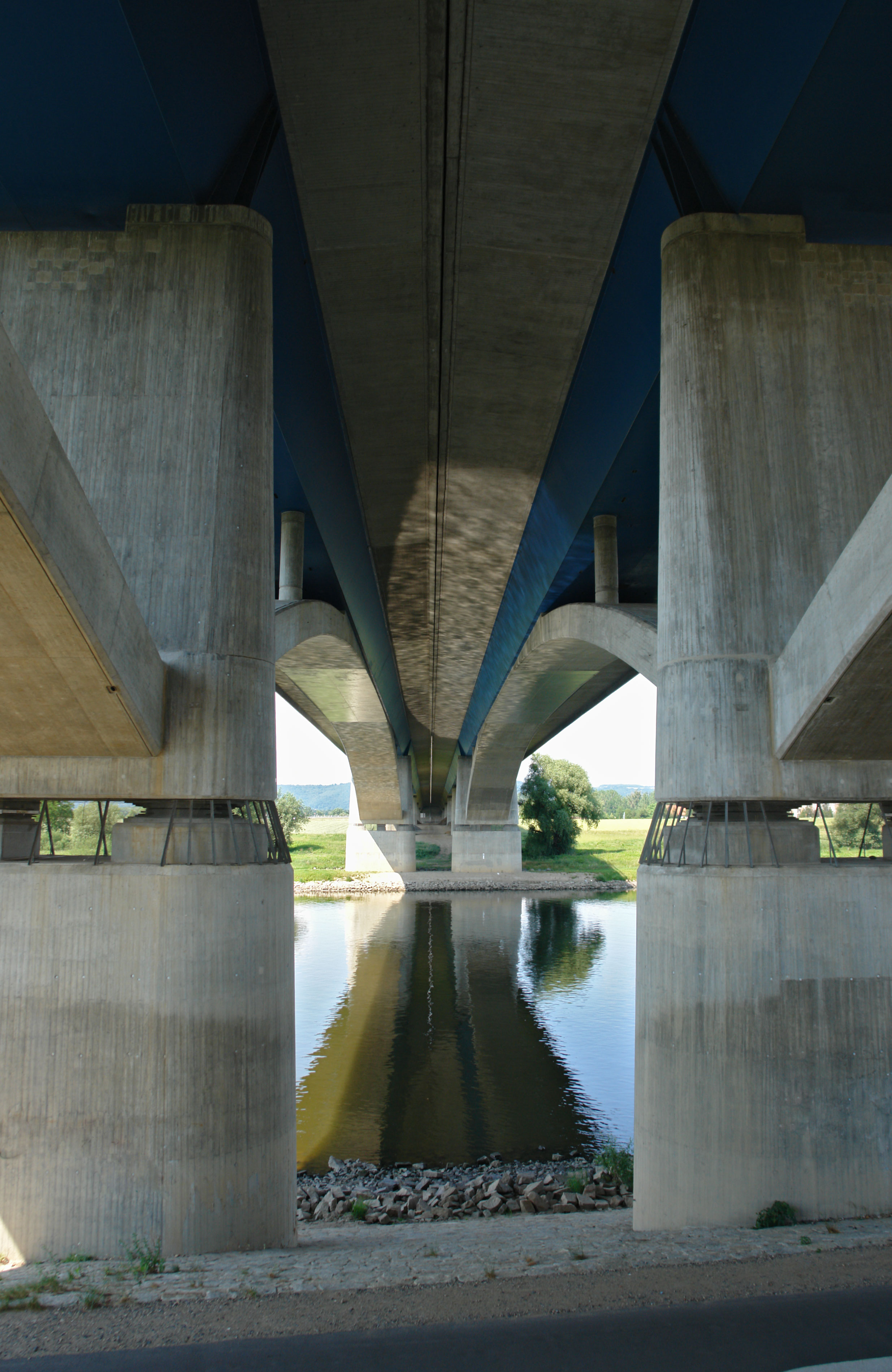
Unteransicht

Die linkselbische Vorlandbrücke wurde im Taktschiebeverfahren, die rechtselbische auf Lehrgerüst hergestellt. Die Montage des Stromfeldes erfolgte im Freivorbau mit einer rückwärtigen Abspannung über einen Hilfspylon. Die Bauausführung erfolgte durch die Firmen Dyckerhoff & Widmann AG und Brückenbau Plauen.

## Auszeichnung
Den im Zuge der Westumfahrung Pirnas errichteten Ingenieurbauwerken wurde bei der Verleihung des Sächsischen Staatspreises für Baukultur 2006 nach dem Preisträger, einer Holzbrücke, eine „besondere Erwähnung“ zugesprochen, da diese in herausragender Art und Weise dem Anliegen des Staatspreises gerecht wurden. In der Begründung heißt es von Seiten des Preisverleihers, des Sächsischen Staatsministerium des Innern, über die Sachsenbrücke: Ziel des Entwurfes war es, eine möglichst schlichte Form zu finden, welche die Hauptöffnung über die Elbe betont, sich aber auch in die flache Elbaue gut einpasst. Diese Forderungen in Einklang zu bringen, wurde dadurch erreicht, dass ein durchlaufender, schlanker Brückenzug mit unter der Fahrbahn liegendem Tragwerk gewählt wurde. Der Hohlkastenquerschnitt mit konstanter Bauhöhe und mit fließendem Übergang zwischen den Stegflächen und den Kragarmunterseiten ergibt in Verbindung mit den großen Kragarmen einen schlanken Gesamteindruck. Die Durchsicht unter dem Bauwerk bleibt soweit als möglich erhalten. Der besondere Reiz dieser Konstruktion liegt darin, dass die Bogenform der historischen Sandstein-Bogenbrücke aus dem Jahre 1875 wieder aufgenommen werden konnte. Durch die Blickbeziehung zwischen der alten und der neuen Elbebrücke wird auch ein Teil der bautechnischen Entwicklung des vergangenen Jahrhunderts im wahrsten Sinne des Wortes erkennbar.